# ジョゼ・エドゥアルド・アグアルーザ
ジョゼ・エドゥアルド・アグアルーザ・アルヴェス・ダ・クーニャ（José Eduardo Agualusa,Alves da Cunha, 1960年12月13日 - ）は、ポルトガル系白人として生まれたアンゴラのジャーナリスト・作家、詩人、歴史家である。

## 経歴
アンゴラのウアンボ（旧ノヴァ・リスボア）にポルトガル系アンゴラ人として生まれ、現在はリスボンとルアンダの双方で暮らしている。彼はポルトガル語で著述する。

## 作品
これまでに彼は短編集や小説、ノヴェーラ、そして、仲間のジャーナリストのフェルナンド・セメードや写真家のエルザ・ローシャと共にリスボンのアフリカ系コミュニティの調査報告作品となったLisboa Africana（1993）を出版している。
1992年にはルアンダで不可解な失踪を遂げたリディア・ド・カルモ・フェレイラの伝記小説Estação das Chuvas（雨季の意）を書いている。
彼の小説のNação Crioula（1997,土着の国民の意）はGrande Prémio Literário（文芸大賞）を受賞している。この作品は架空のポルトガル人探検家カルロス・フラディケ・メンデス（19世紀の小説家のエッサ・デ・ケイロスが創造した）と、かつて奴隷でありながらもアンゴラで最も富裕な人物の一人になったアナ・オリンピア・デ・カミーニャの秘められた愛の物語である。Um Estranho em Goa（ゴアの異邦人、2000）は著者がゴアを訪れた際に著された。
アグアルーザは2007年にダニエル・ハーンによって英語に翻訳された彼の作品『カメレオンの書』（The Book of Chameleons）でインデペンデント紙外国フィクション賞を受賞した。彼は1990年に同賞が創設されて以来、初のアフリカ人受賞作家となった。

## 邦訳作品
- 『忘却についての一般論』木下眞穂訳、白水社〈エクス・リブリス〉2020年8月
- 『過去を売る男』木下眞穂訳、白水社〈エクス・リブリス〉2023年4月